# Склад Сільний
Склад Сільний (пол. Skład Solny) — колишнє українське село у Закерзонні.

## Розташування

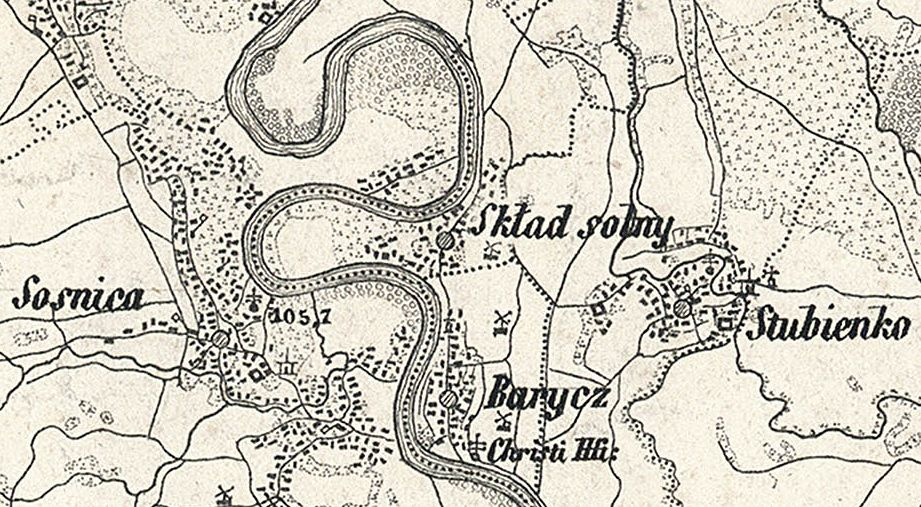
Склад Сільний 1938

Розміщене у гміні Стубно, Перемишльський повіт, Підкарпатське воєводство, в південно-східній частині Польщі, недалеко від кордону з Україною. Село було розташоване на правому березі Сяну приблизно за 1 км на північ від Барича, за 5 км на захід від Стібно, 16 км на північний схід від Перемишля, і 66 км на схід від Ряшів.

## Історія
Входило до складу Перемишльської землі Руського воєводства до 1772 р.
У 1880 р. село належало до Перемишльського повіту Королівства Галичини та Володимирії Австро-Угорської імперії, в селі були 51 будинок і 263 жителі (254 греко-католики і 9 юдеїв; усі — українці). Твердження авторів словника про належність жителів села до латинського обряду суперечить як греко-католицьким шематизмам, так і римо-католицьким — усі жителі (за винятком кількох євреїв) були греко-католиками, які належали до парафії Перемиського деканату (після Першої світової війни — до Медицького деканату) Перемишльської єпархії.
У 1939 році в селі проживало 350 мешканців, з них 335 українців-грекокатоликів і 15 євреїв. Село входило до ґміни Стубно Перемишльського повіту Львівського воєводства.
Наприкінці вересня 1939 р. село зайняла Червона армія. 27.11.1939 постановою Президії Верховної Ради УРСР село у складі повіту включене до новоутвореної Дрогобицької області. В червні 1941, з початком Радянсько-німецької війни, село було окуповане німцями. В липні 1944 року радянські війська оволоділи селом, а в березні 1945 року село зі складу Дрогобицької області передано Польщі. Українців добровільно-примусово виселяли в СРСР.